# Club-Mate
Club-Mate (tyskt uttal ˈklʊp ˈmaːtə) är en läskedryck som tillverkas i Tyskland av Brauerei Loscher KG. Det som gör drycken speciell är att den innehåller Yerba mate. Drycken innehåller cirka 20 mg koffein per 100 ml vätska, vilket är ungefär dubbelt så mycket som Coca-Cola.
Från 1924 sålde ett lokalt bryggeri ägt av Georg Latteier i Dietenhofen i Bayern en alkoholfri dryck baserad på Yerba mate under namnet “Sekt-Bronte". Latteier hade upptäckt drycken på en utställning 1924. Bryggeriet återstartade dryckesproduktionen efter andra världskriget och senare bytte drycken namn till Club-Mate. Namnet kommer från Yerba mate och har alltså inget med det engelska ordet "mate" (kamrat) att göra. Efterhand moderniserades produktionen och drycken spreds till Ulm, Aschaffenburg och Hamburg.
Det dröjde till 1990-talet innan Club-Mate fick någon större spridning i Tyskland. År 1994 togs produktionen över av Brauerei Loscher från Münchsteinach. Under smeknamnet "Hackerbrause" gjorde drycken sig först ett namn bland datorspelande ungdomar. Som ett alkoholfritt alternativ har den tyska varianten av Sydamerikas heliga örtbrygd sedan spritt sig vidare till klubblivet i Tyskland.
Under 2011 kom drycken även till Sverige och den saluförs numera även i flera andra länder, till exempel i Danmark, Spanien och Australien.